# Condaminea
Condaminea es un género con once especies de plantas con flores perteneciente a la familia Rubiaceae.

## Especies
- Condaminea angustifolia
- Condaminea breviflora
- Condaminea corymbosa - caratú del Perú, carota del Perú, carotú del Perú.[3]
- Condaminea elegans
- Condaminea glabrata
- Condaminea microcarpa
- Condaminea petiolata
- Condaminea tinctoria
- Condaminea utilis
- Condaminea venosa